# Kirsten Kokkin

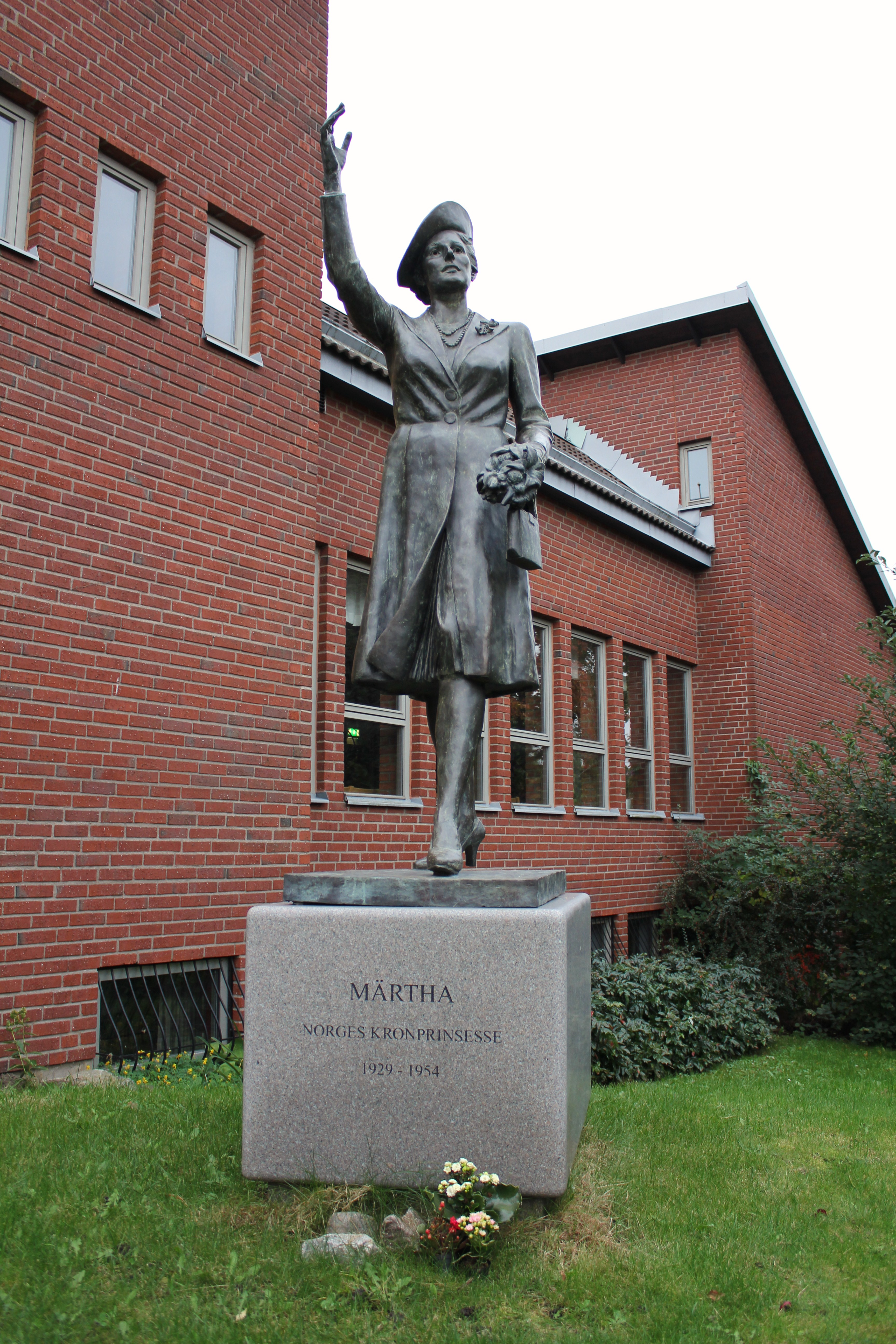
Kronprinsessan Märtha utanför Kronprinsesse Märthas kirke i Stockholm

Kirsten Kokkin, född 23 augusti 1951 i Oslo, är en norsk skulptör.
Kokkin utbildade sig vid Statens kunstakademi och Kungliga Konsthögskolan i Stockholm. Hon arbetar i en figurativ, realistisk stil, och har utfört ett flertal offentliga skulpturer, bland andra Joy (1984) vid Idrettshøyskolen i Oslo, en byst av Jan Bull vid Telemark Teater (1986), Louise (1989) på Aker Brygge i Oslo, Danserinne (1995) på Paleet i Oslo, en staty av kronprinsessan Märtha (2006, 2007 och 2008) i Washington D.C., Slottsparken i Oslo och vid Kronprinsesse Märthas kirke i Stockholm. Hon har haft separatutställningar i Norge och USA.